# Nguyễn Hồng Trường (nhà đầu tư)
Nguyễn Hồng Trường (28/11/1977 – 22/10/2017), là Phó Chủ tịch phụ trách mảng Phát triển công nghệ và doanh nghiệp tại Quỹ IDG Ventures Việt Nam. Ông là một người có ảnh hưởng rất lớn trong cộng đồng khởi nghiệp Việt Nam và được xem là "anh cả trong giới start-up Việt" từ những ngày đầu thành lập.
Qua báo chí và các cuộc hội thảo cũng như tư vấn trực tiếp, ông Trường đã chia sẻ rất nhiều kinh nghiệm cũng như đã đưa ra những lời khuyên quý giá cho cộng đồng startup Việt. Nổi bật nhất trong số đó là chương trình “Làm Giàu Không Khó” trên Đài Truyền Hình Việt Nam VTV thu hút đông đảo các bạn trẻ và giới kinh doanh start-up Việt Nam trong những năm 2006, 2007.
Tối ngày 22/10/2017, ông Trường qua đời, được cho là do đột quỵ,
Việc qua đời đột ngột của ông Nguyễn Hồng Trường khiến cộng đồng start-up Việt tiếc thương và được nhiều trang báo Việt Nam lẫn một số hãng thông tấn lớn của nước ngoài đưa tin.

## Tiểu sử
Nguyễn Hồng Trường sinh ra tại Moskva và lớn lên tại Hà Nội trong một gia đình tri thức. Ngay từ thời học đại học, dù rất chú tâm theo học ngành luật nhưng Nguyễn Hồng Trường đã có xu hướng say mê kinh doanh.

## Quá trình học tập & công tác
Nguyễn Hồng Trường tốt nghiệp cử nhân Luật Kinh doanh tại Đại học Luật Hà Nội, cử nhân Ngân hàng Tài chính tại Đại học Kinh tế Quốc dân Hà Nội. Sau đó, ông lấy bằng Thạc sỹ Quản trị Kinh doanh chuyên ngành Quản lý hệ thống thông tin và Nguồn lực công nghệ tại Đại học Webster Hoa Kỳ.
Sau khi tốt nghiệp, ông công tác tại một số công ty tư vấn chiến lược như Development Alternatives Inc, J.E. Austin Associates và Tập đoàn hàng tiêu dùng Procter & Gamble của Hoa Kỳ tại Việt Nam.
Sau đó, Nguyễn Hồng Trường là quản lý Nhóm Liên kết Phát triển Ngành Phần mềm/ICT (công nghệ thông tin và truyền thông) Việt Nam (là một mạng lưới có phạm vi toàn quốc bao gồm nhiều lãnh đạo, nhà quản lý, chuyên gia từ các doanh nghiệp và các bên liên quan trong lĩnh vực ICT) nhằm thúc đẩy sự phát triển của ngành công nghiệp ICT tại Việt Nam, phục vụ Sáng kiến cạnh tranh Việt Nam do Cơ quan phát triển quốc tế Mỹ tài trợ, và điều hành bởi công ty tư vấn phát triển kinh tế hàng đầu của Mỹ là Development Alternatives Inc – DAI).
Sau đó ông làm Giám đốc Phát triển Kinh doanh và Công nghệ kiêm Phó Chủ tịch của IDG Ventures Vietnam. Đây là một trong những quỹ đầu tư mạo hiểm đầu tiên tại Việt Nam. IDG Ventures Vietnam đã đầu tư cho rất nhiều công ty lớn thuộc startup thế hệ đầu tiên ở Việt Nam, trong đó có những cái tên khá nổi tiếng như YanTV, VCCorp, VNG, Vật Giá, Tầm Tay,... Công việc của ông là tìm kiếm và đánh giá các cơ hội đầu tư, xem xét các dự án đầu tư, phát triển hệ thống doanh nghiệp IDG Ventures Việt Nam, cũng như cung cấp tư vấn chiến lược trong quản trị hồ sơ công ty.
Ngoài ra, Nguyễn Hồng Trường còn là hội viên của Hội Luật gia Việt Nam, Hội Luật gia Hà Nội và tham gia nhiều hiệp hội doanh nghiệp về công nghệ thông tin và truyền thông tại Việt Nam.
Nguyễn Hồng Trường là người có ảnh hưởng lớn trong cộng đồng khởi nghiệp Việt Nam, một trong những người đầu tiên đặt nền móng cho cộng đồng startup Việt phát triển. Ông từng giữ vai trò giám khảo chương trình "Chìa khóa thành công" nổi tiếng của VTV. Đồng thời ông Trường cũng là thành viên hội đồng giám khảo danh sách “30 Under 30” (danh sách 30 gương mặt dưới 30 tuổi nổi bật trong nhiều lĩnh vực khác nhau tại Việt Nam) của Forbes VN.